# Radialhastighet

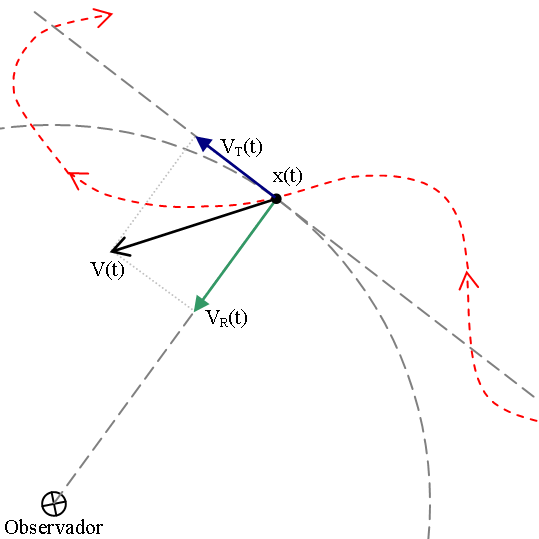
En observatör betraktar en kropp med rörelse längs den röda linjen. Vid en viss tidpunkt t är dess hastighet v(t). Denna hastighet kan ses som en vektorsumma av en radiell hastighet (grön) och en transversell hastighet (blå).

Radialhastighet är den komponent av ett föremåls hastighet som är riktad emot eller bort från en observatör. Radiell hastighet kan mätas med instrument som använder sig av dopplereffekten.
Inom astronomin mäts radiell hastighet ofta till den första graden av approximation med Dopplerspektroskopi. Det mått som erhålls med denna metod kan kallas barycentrisk radialhastighet eller spektroskopisk radiell hastighet. På grund av relativistiska och kosmologiska effekter över de stora avstånd som ljus vanligtvis förflyttar sig för att nå observatören från ett astronomiskt objekt, kan detta mått inte omvandlas exakt till en geometrisk radiell hastighet utan ytterligare antaganden om objektet och utrymmet mellan det och observatören. Däremot bestäms astrometrisk radiell hastighet av astrometriska observationer (till exempel en sekulär förändring i den årliga parallaxen).

## Spektroskopisk radiell hastighet
Ljus från ett föremål med en substantiell relativ radiell hastighet vid emissionen kommer att påverkas av Dopplereffekten, så att ljusets frekvens minskar för föremål på väg bort från (rödförskjutning) och ökar för föremål som närmar sig (blåförskjutning) observatören.
En stjärnas eller andra lysande objekts radialhastighet kan mätas exakt genom att jämföra ett högupplöst spektrum med de uppmätta våglängderna för kända spektrallinjer med våglängder från laboratoriemätningar. En positiv radiell hastighet anger att avståndet mellan objekten ökar, medan en negativ radiell hastighet anger att avståndet mellan källan och observatören minskar.

Diagram som visar hur en exoplanets bana ändrar positionen och hastigheten för en stjärna när de cirkulerar kring ett gemensamt masscentrum.

Hos många dubbelstjärnor orsakar omloppsrörelsen vanligtvis radiella hastighetsvariationer på flera kilometer per sekund. Eftersom dessa stjärnors spektra varierar på grund av Dopplereffekten kallas de spektroskopiska dubbelstjärnor. Radialhastighet kan användas för att uppskatta förhållandet mellan de ingående stjärnorna, och vissa omloppselement, såsom excentricitet och halv storaxel. Samma metod har också använts för att observera planeter runt stjärnor genom det sätt som rörelsens dimension bestämmer planetens omloppsperiod, medan den resulterande radiella hastighetsamplituden gör det möjligt att beräkna den nedre gränsen för planetmassan med hjälp av den gemensamma massfunktionen. Radialhastighetsmetoden enbart kan bara ange en nedre gräns, eftersom en stor planet med omlopp i en mycket stor vinkel mot siktlinjen kommer att störa dess stjärna radiellt  mycket mera än en mindre planet med ett omloppsplan på siktlinjen. Det har föreslagits att planeter med stor excentricitet beräknad med denna metod i själva verket kan vara tvåplanetssystem med cirkulär eller nästan cirkulär resonansbana.

## Datakorrigeringar
Från ett instrumentellt perspektiv mäts hastigheten relativt teleskopets rörelse. Ett viktigt första steg i datareduceringen är därför att eliminera bidrag från:
- jordens elliptiska rörelse runt solen med ca ± 30 km/s,
- en månatlig rotation på ± 13 m/s av jorden runt tyngdpunkten för Jorden-Månen-systemet,[7]
- den dagliga förflyttningen av teleskopet med jordskorpan runt jordaxeln, som är upp till ± 460 m/s vid ekvatorn och proportionell mot cosinus för den geografiska bredden för teleskopets placering,
- små bidrag från jordens polära rörelse i nivån mm/s,
- bidrag på 230 km/s från rörelsen runt Vintergatans centrum och tillhörande egenrörelser.[8]
- korrigeringar i storleksordningen ± 20 cm/s med avseende på avvikelse vid spektroskopiska mätningar.[9]